# Penaeus
Genre
Penaeus est un genre de crustacés décapodes dont les représentants ressemblent à des crevettes.

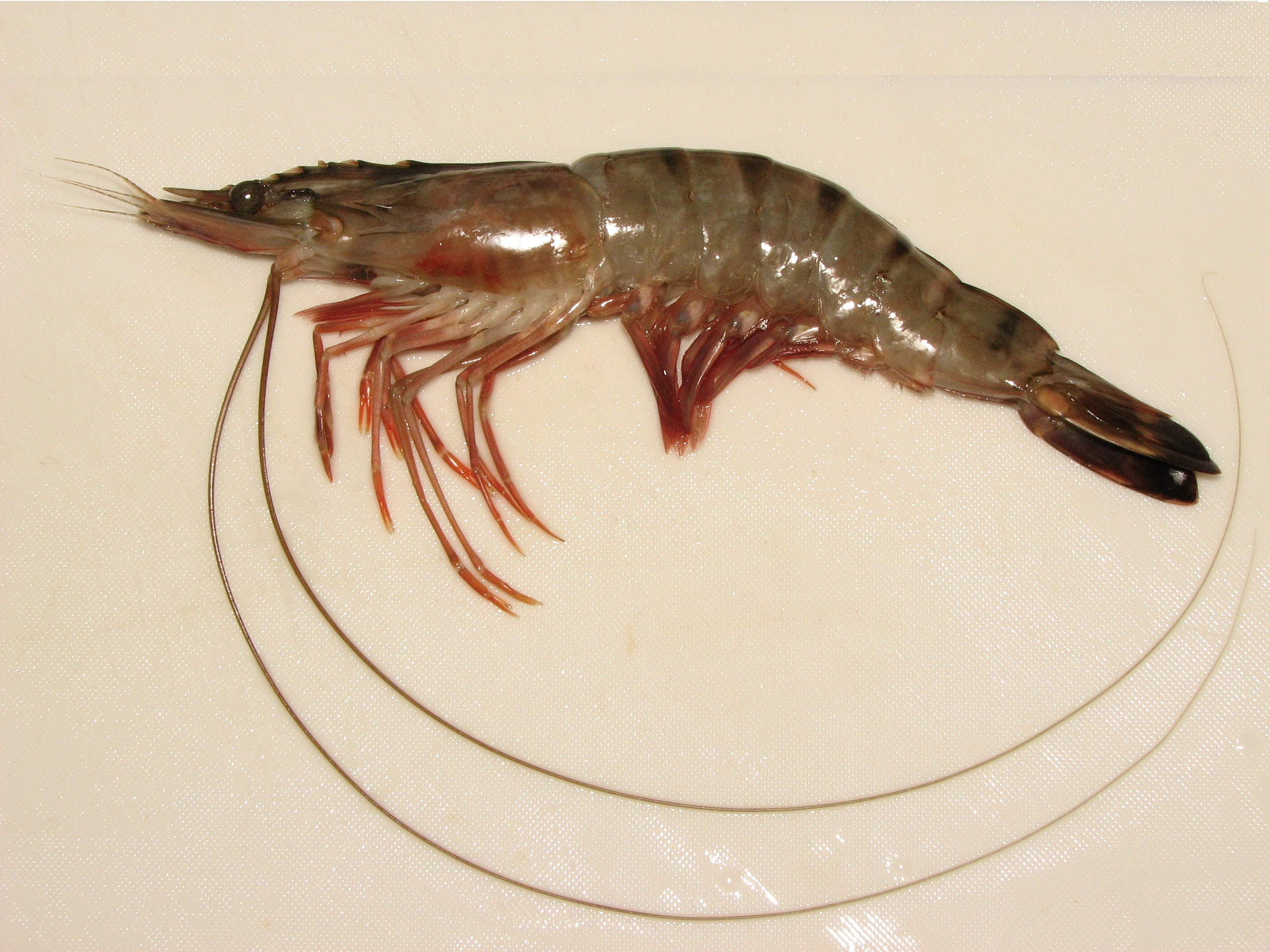
Penaeus monodon, l'une des « crevettes géantes » (black tiger prawn pour les anglophones), qui fait l'objet de crevetticulture, en Thaïlande notamment

Certaines de ces crevettes sont élevées en aquaculture (pénéiculture), parfois sous le label bio.

## Liste des espèces
Liste des espèces commerciales
- Penaeus aztecus — crevette royale grise
- Penaeus brasiliensis — crevette royale rose
- Penaeus californiensis — crevette pattes jaunes
- Penaeus chinensis — crevette charnue
- Penaeus duorarum — crevette rose du Nord
- Penaeus esculentus — crevette tigrée brune
- Penaeus indicus — crevette blanche des Indes
- Penaeus japonicus — crevette kuruma
- Penaeus kerathurus (obsolète) — crevette caramote — Melicertus kerathurus
- Penaeus longirostris — Crevette tropicale profonde
- Penaeus merguiensis — crevette banane
- Penaeus monodon — crevette géante tigrée
- Penaeus notialis — crevette rose du Sud
- Penaeus occidentalis — crevette royale blanche
- Penaeus schmitti — crevette ligubam du Sud
- Penaeus semisulcatus — crevette tigrée verte
- Penaeus setiferus — crevette ligubam du Nord
- Penaeus stylirostris — crevette bleue
- Penaeus subtilis — crevette grise du Sud
- Penaeus vannamei — crevette à pattes blanches

Liste complète selon World Register of Marine Species (3 décembre 2016) :
- Penaeus amazonicus Kingsley, 1883
- Penaeus aztecus Ives, 1891
- Penaeus brasiliensis Latreille, 1817
- Penaeus brevirostris Kingsley, 1878
- Penaeus californiensis Holmes, 1900
- Penaeus canaliculatus (Olivier, 1811)
- Penaeus chinensis (Osbeck, 1765)
- Penaeus duorarum Burkenroad, 1939
- Penaeus esculentus Haswell, 1879
- Penaeus fasciatus Hope, 1851
- Penaeus gracilis Dana, 1852
- Penaeus hathor (Burkenroad, 1959)
- Penaeus indicus H. Milne Edwards, 1837
- Penaeus japonicus Spence Bate, 1888
- Penaeus kerathurus (Forskål, 1775)
- Penaeus konkani (Chandra & Bhattacharya, 2003)
- Penaeus latisulcatus Kishinouye, 1896
- Penaeus longistylus Kubo, 1943
- Penaeus marginatus Randall, 1840
- Penaeus merguiensis de Man, 1888
- Penaeus monodon Fabricius, 1798
- Penaeus notialis Pérez Farfante, 1967
- Penaeus occidentalis Streets, 1871
- Penaeus paulensis (Pérez Farfante, 1967)
- Penaeus penicillatus Alcock, 1905
- Penaeus plebejus Hess, 1865
- Penaeus pubescens Stimpson, 1871
- Penaeus pulchricaudatus Stebbing, 1914
- Penaeus schmitti Burkenroad, 1936
- Penaeus semisulcatus De Haan, 1844 in De Haan, 1833-1850
- Penaeus setiferus (Linnaeus, 1767)
- Penaeus silasi Muthu & Motoh, 1979
- Penaeus similis (Chanda & Bhattacharya, 2002)
- Penaeus stylirostris Stimpson, 1871
- Penaeus subtilis (Pérez Farfante, 1967)
- Penaeus telsodecacanthus Spence Bate, 1881
- Penaeus tenuis Dana, 1852
- Penaeus vannamei Boone, 1931
- Penaeus villosus Guérin-Méneville, 1838 in Guérin-Méneville, 1829-1838

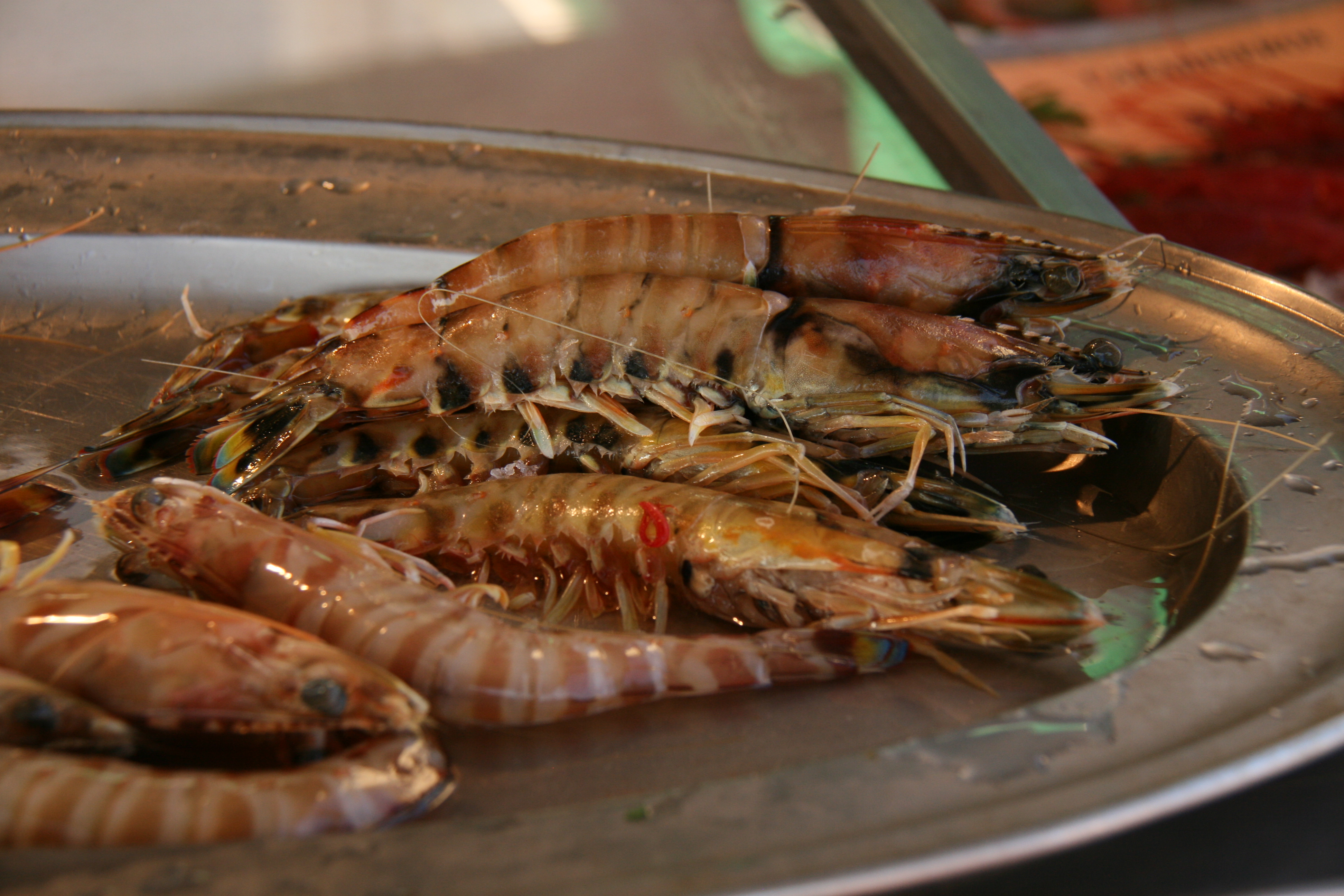
Penaeus esculentus